# ハラルド・ソールベリ
ハラルド・ソールベリ（ノルウェー語: Harald Sohlberg、1869年9月29日 - 1935年6月19日）は、ノルウェーの新ロマン派の画家。

## 生涯
クリスチャニア(現在のオスロ)でソールベリは毛皮商人のヨハン・ソールベリとクリスチャニアの妻Johanne Lardsdatter Vikerの11人兄弟の第8子として生まれた。絵画の才能を見出され、クリスチャニアでエーリック・ヴァーレンショルドやエイリッフ・ペーテシェンに学んだ後、1891年からデンマークのコペンハーゲンでクリスチャン・サートマンに1年間学び、その後ドイツに渡りヴァイマルの美術学校で1年間、学んだ。2年間、軍務に就いた後、1896年に奨学金を得てパリに滞在した。1901年に結婚しノルウェーのレーロースやイタリアのヴェネツィアに住んだ。油絵や多色版画で各地の風景を描いた。、

## ギャラリー

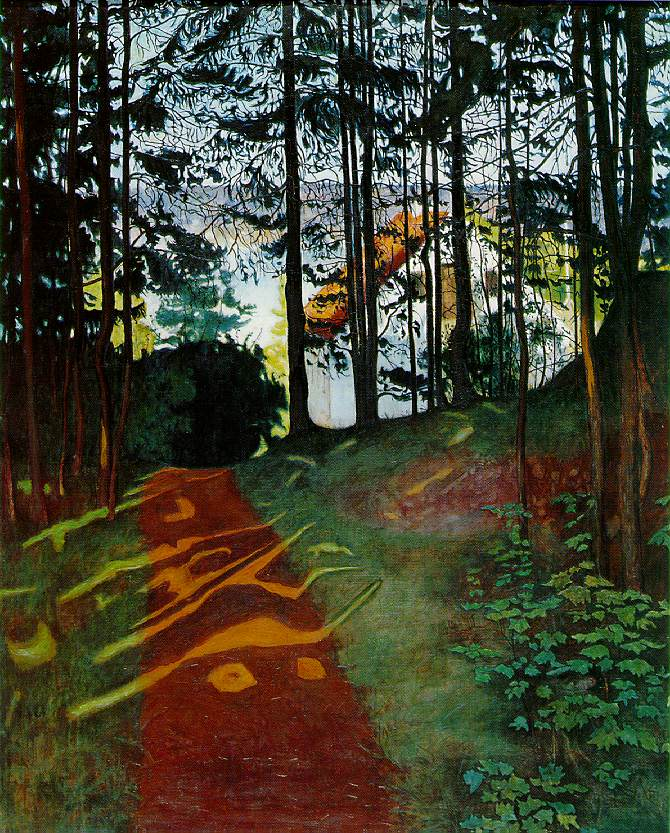
Solgløtt、1894年
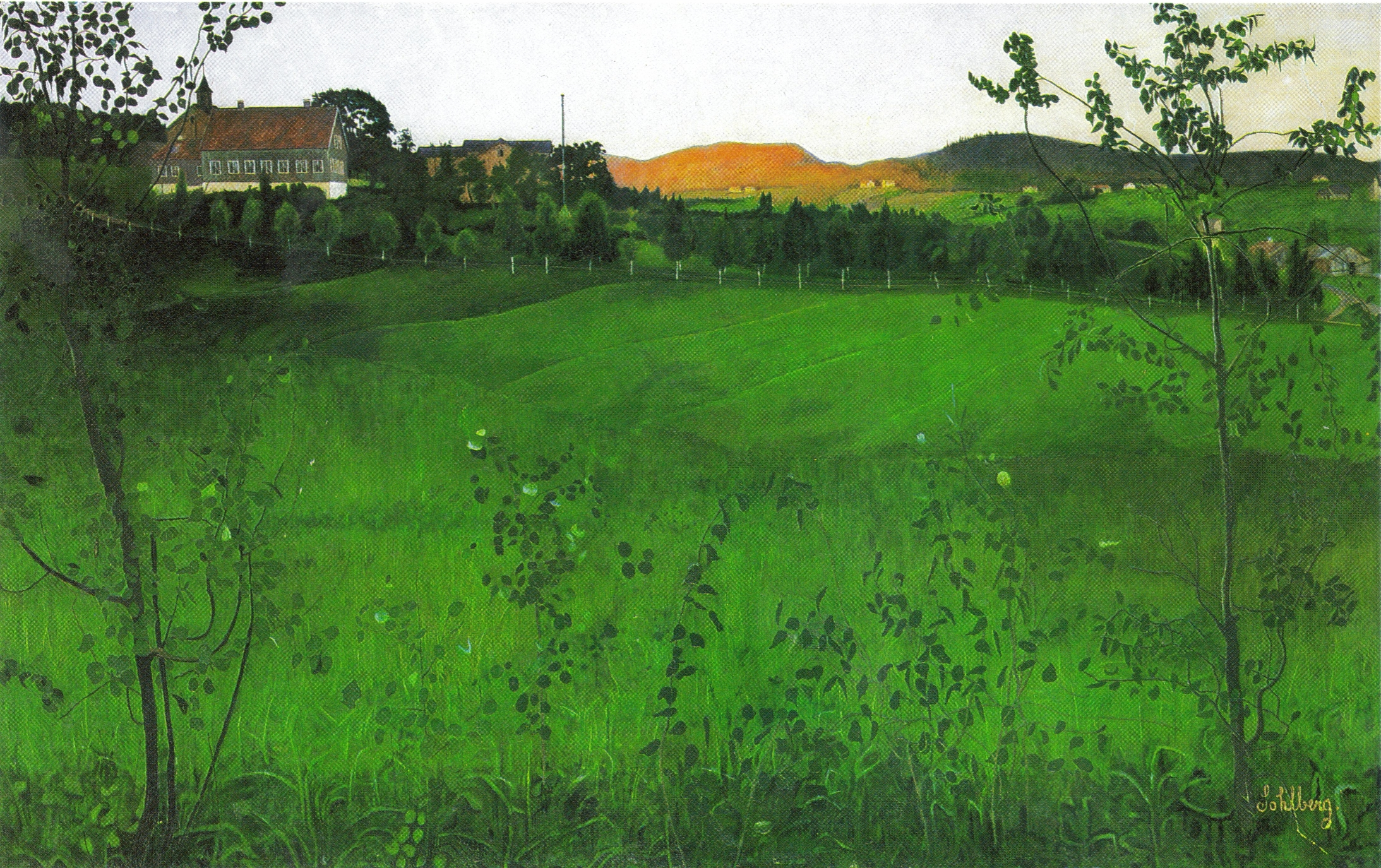
Modne jorder、1895-97年
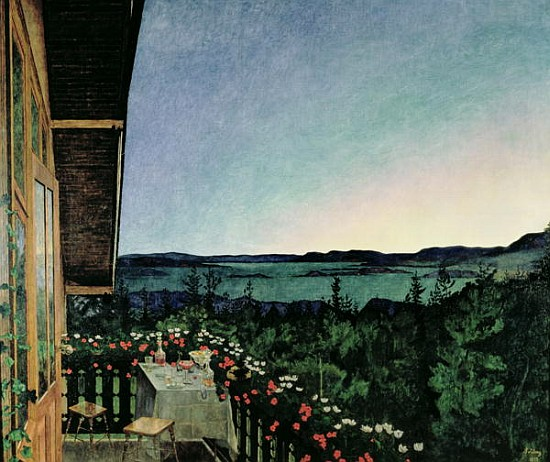
夏の夜、1899年
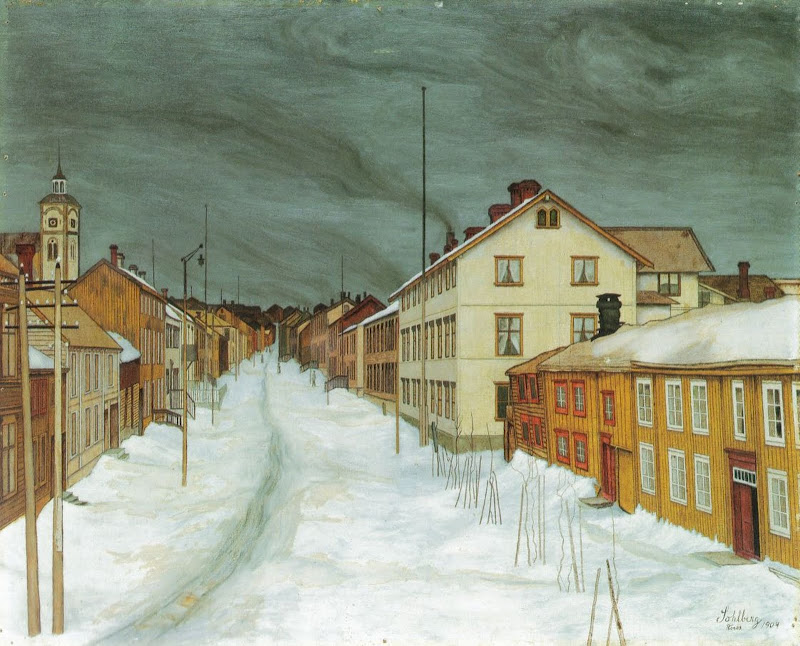
Storgaten Røros、1900年頃
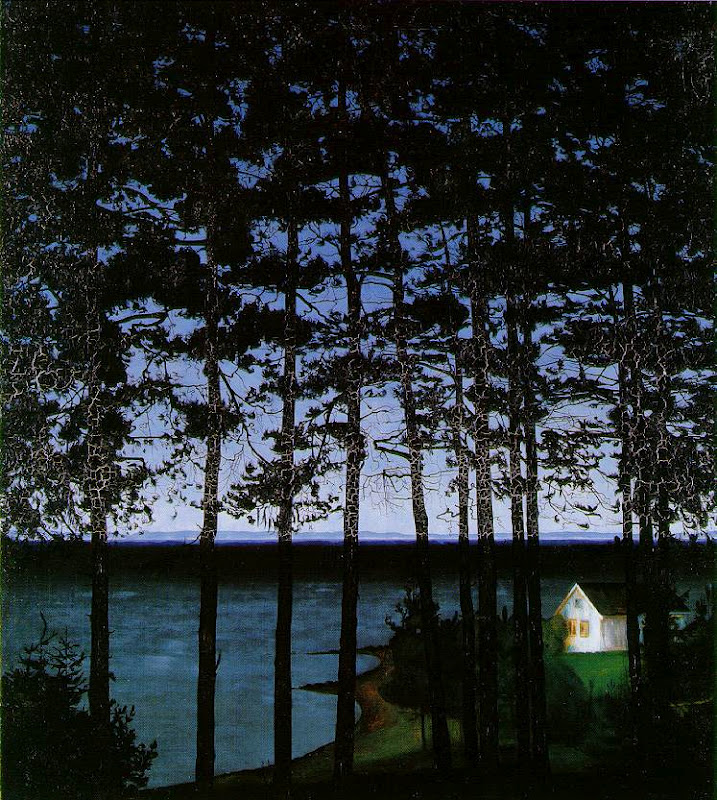
漁師の小屋、1900年頃
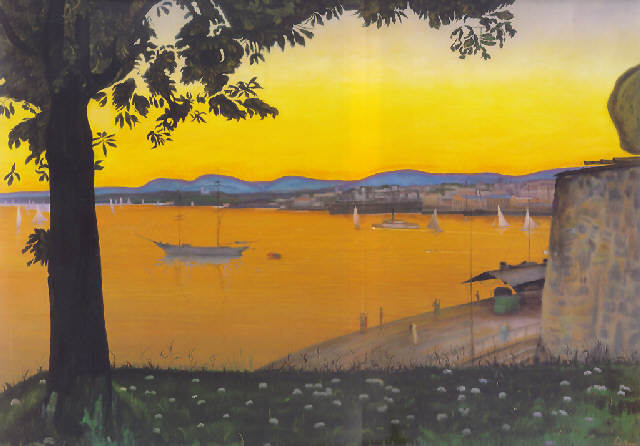
アーケシュフースからオスロ、1900年頃
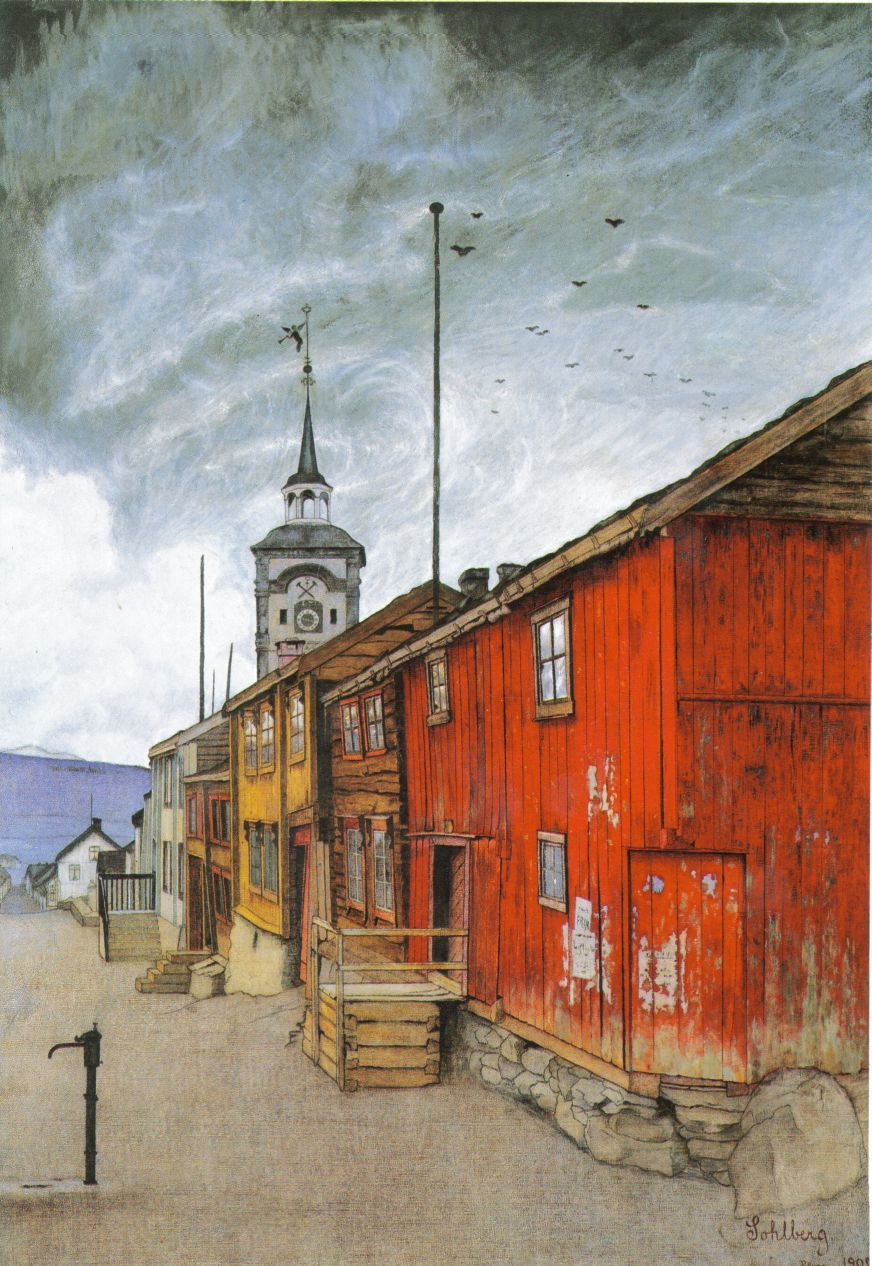
レーロースから 、1902年
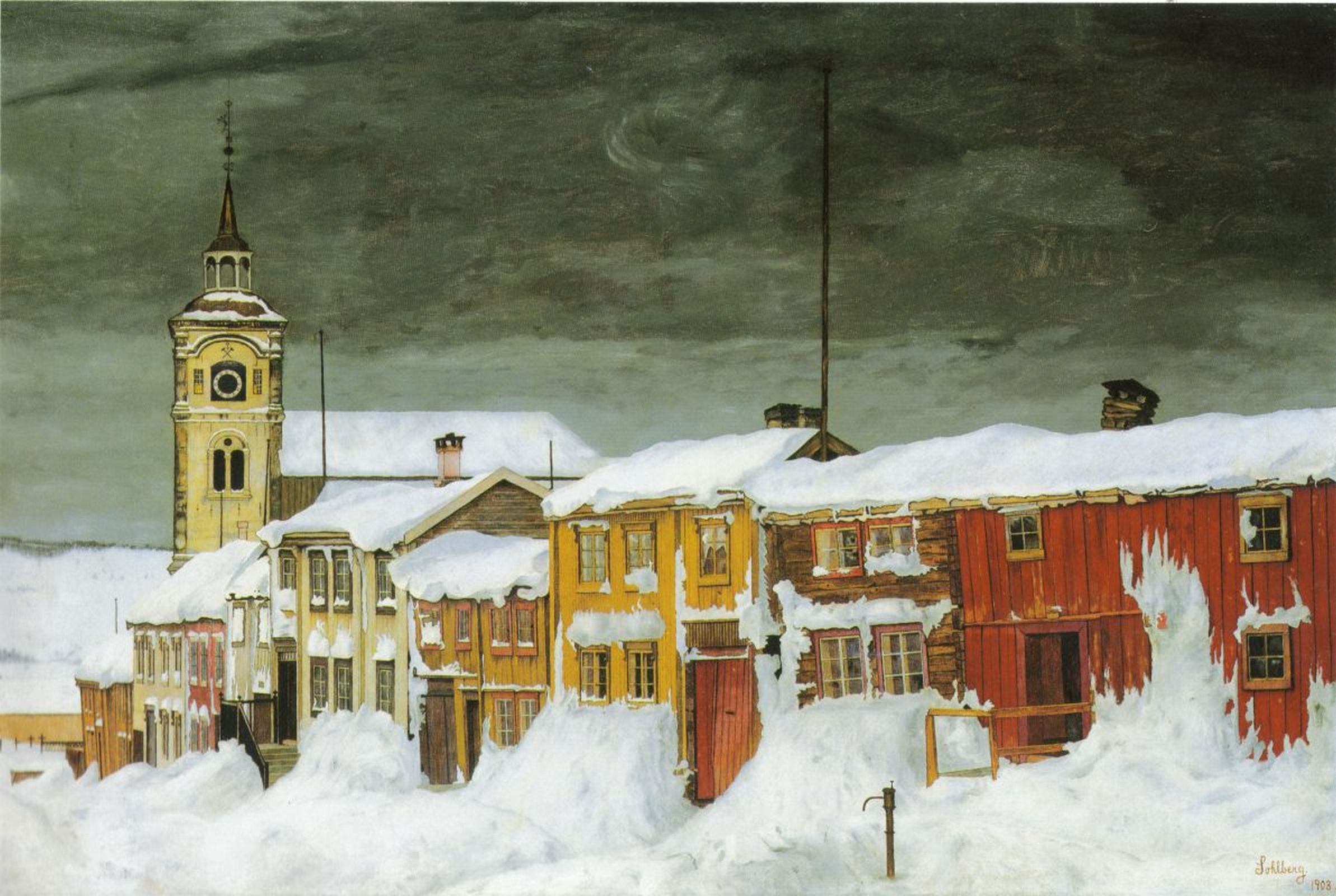
猛吹雪の後のレーロースの小道、1903年
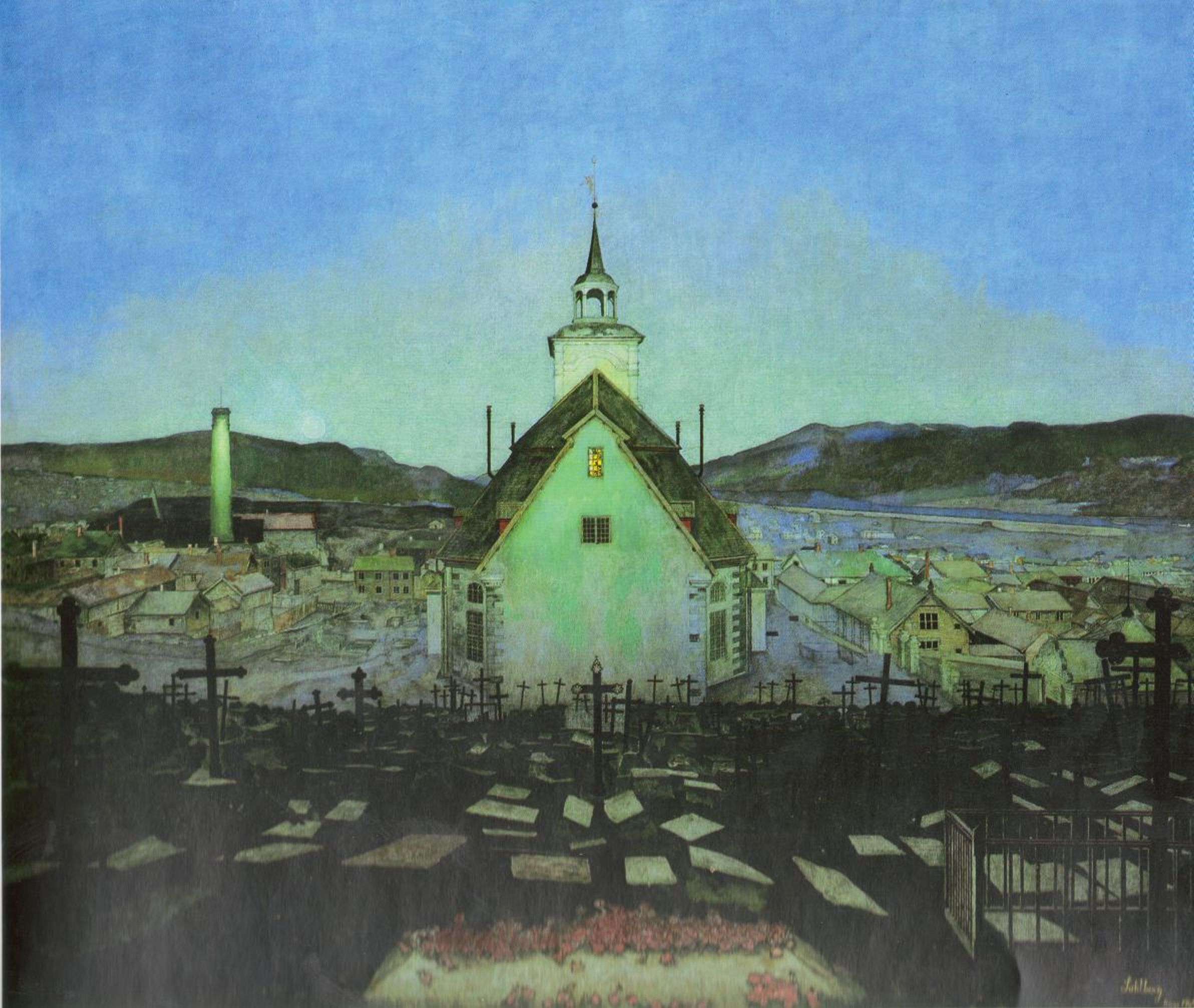
夜、1904年、Trondheim Kunstmuseum
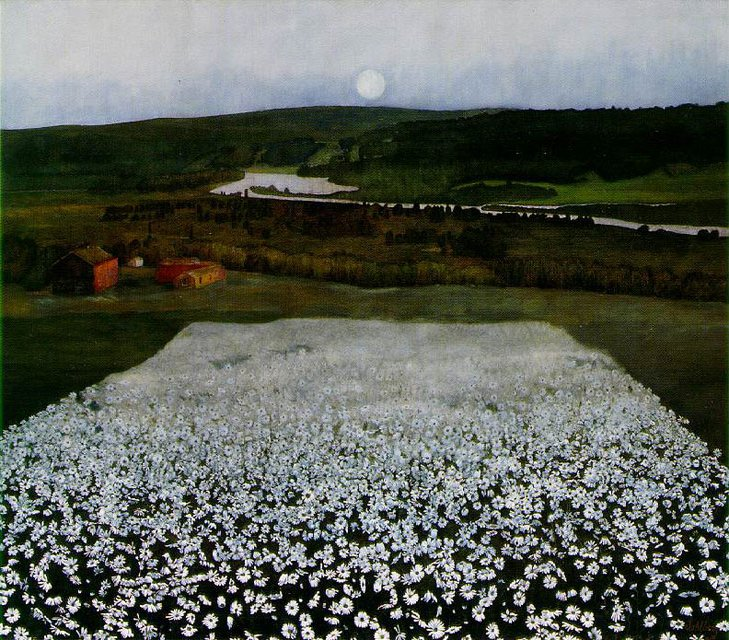
北の花畑 、1905年
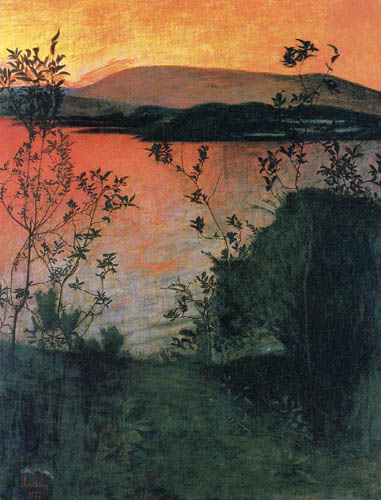
夜の血、1905年頃
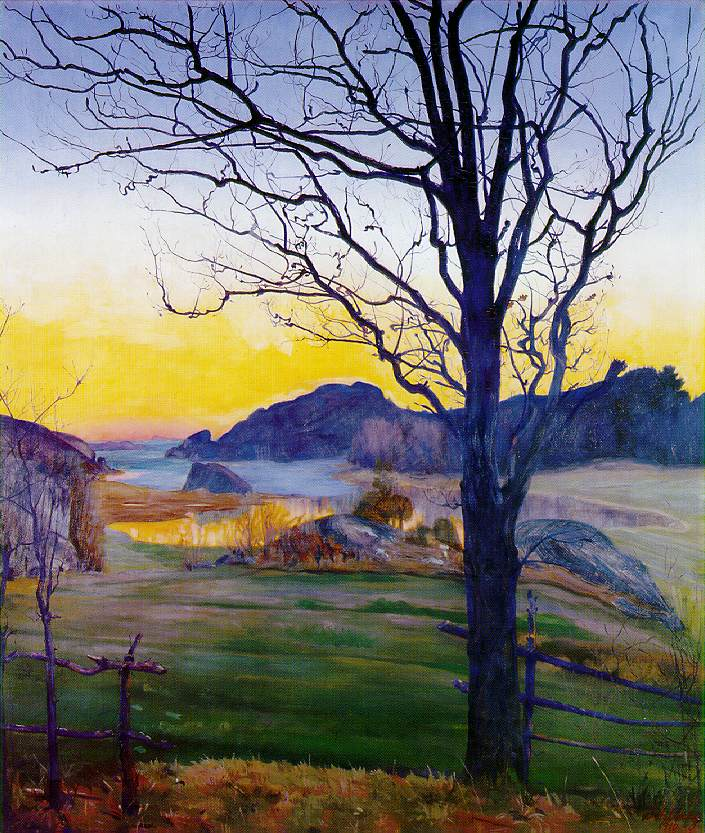
秋の風景、1910年
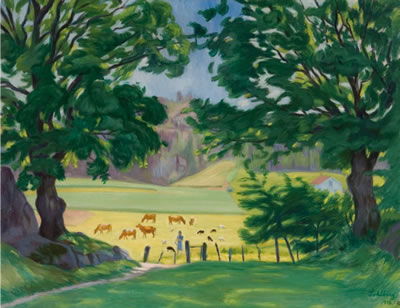
サラは群れを守って、1910年頃
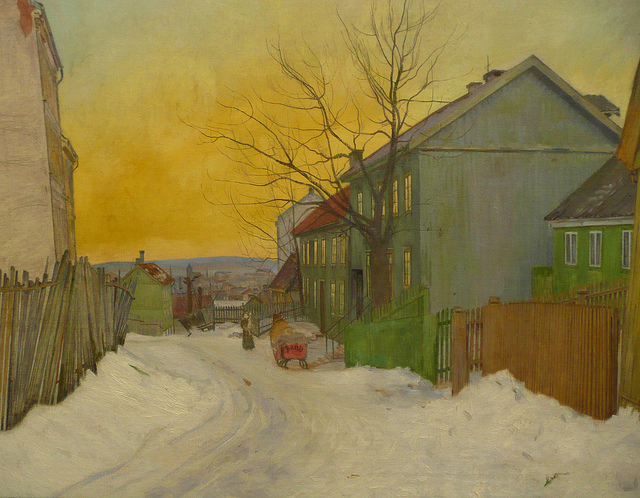
オスロの道、1911年
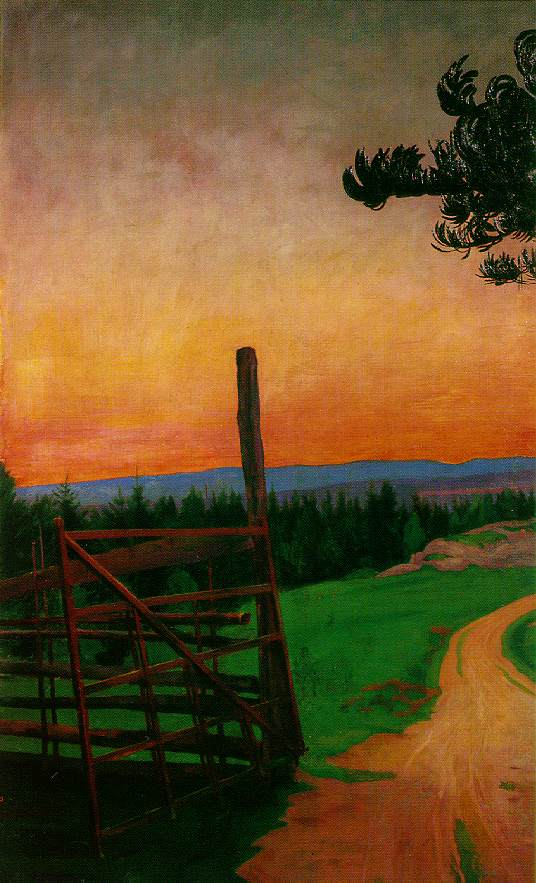
田舎道、1912年
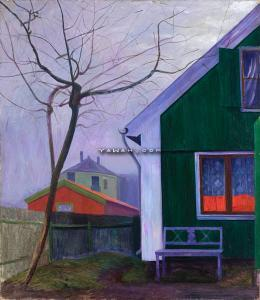
温室、1913年

### 山の冬

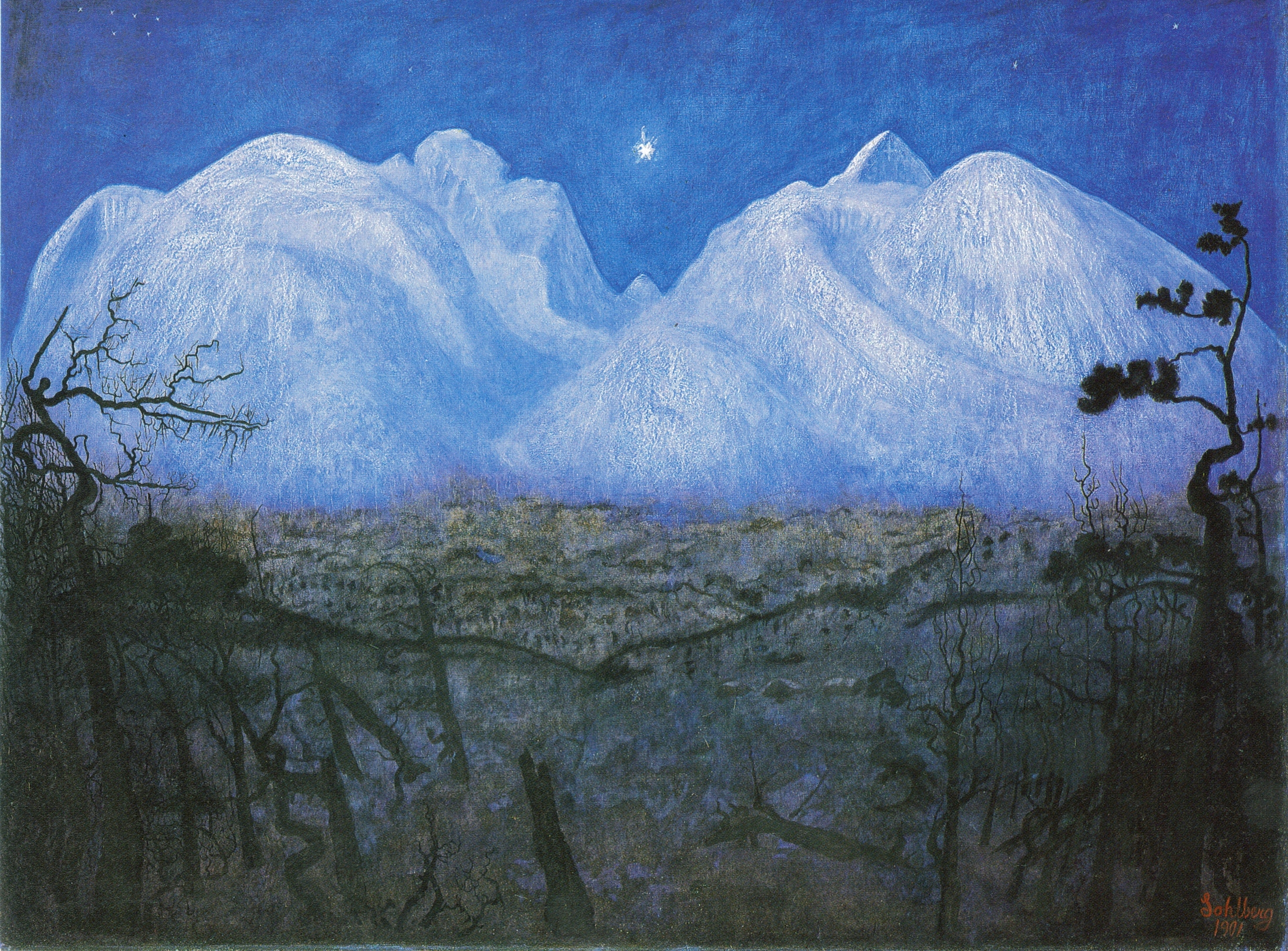
山の冬、1901年
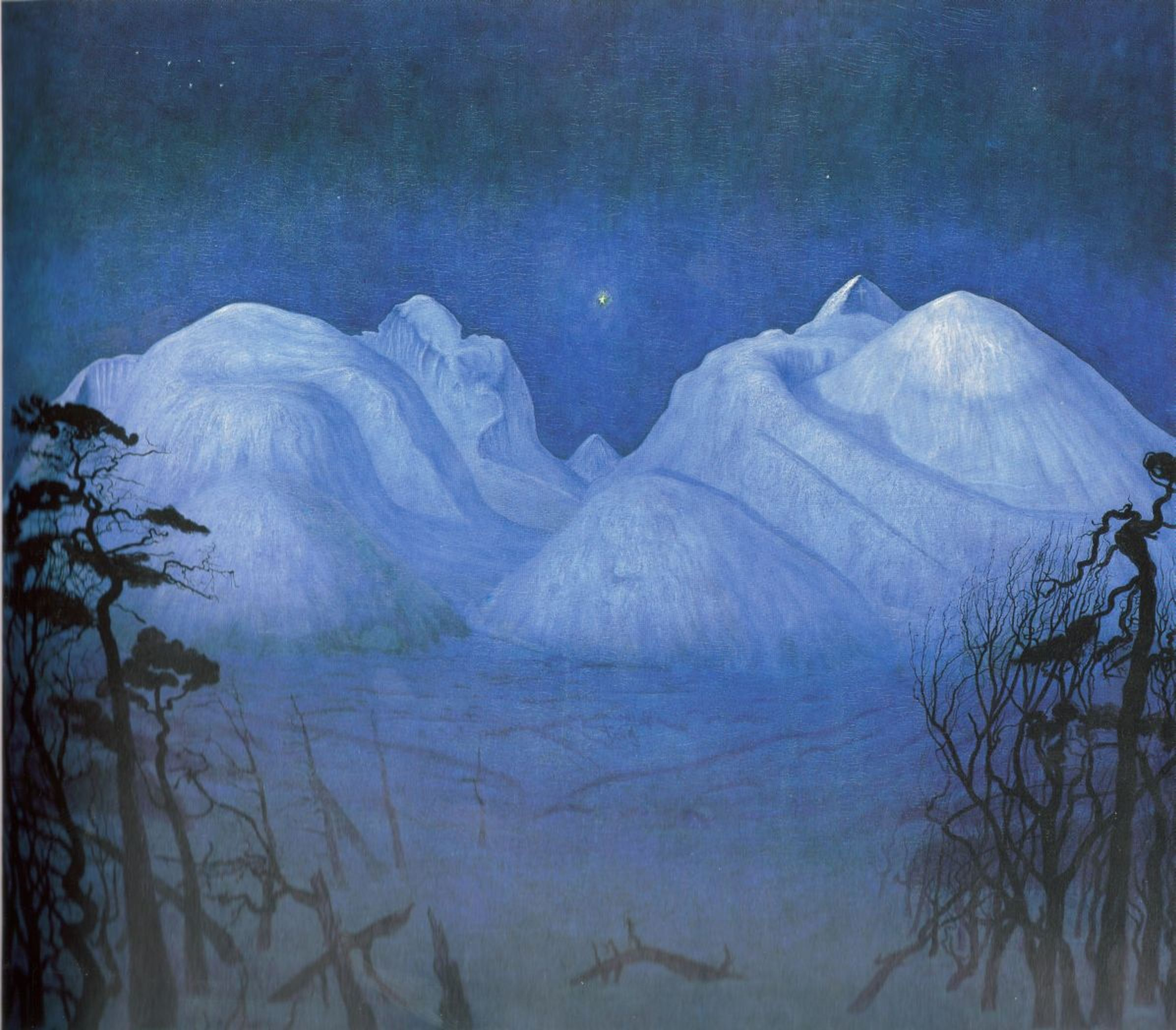
山の冬、1911-14年
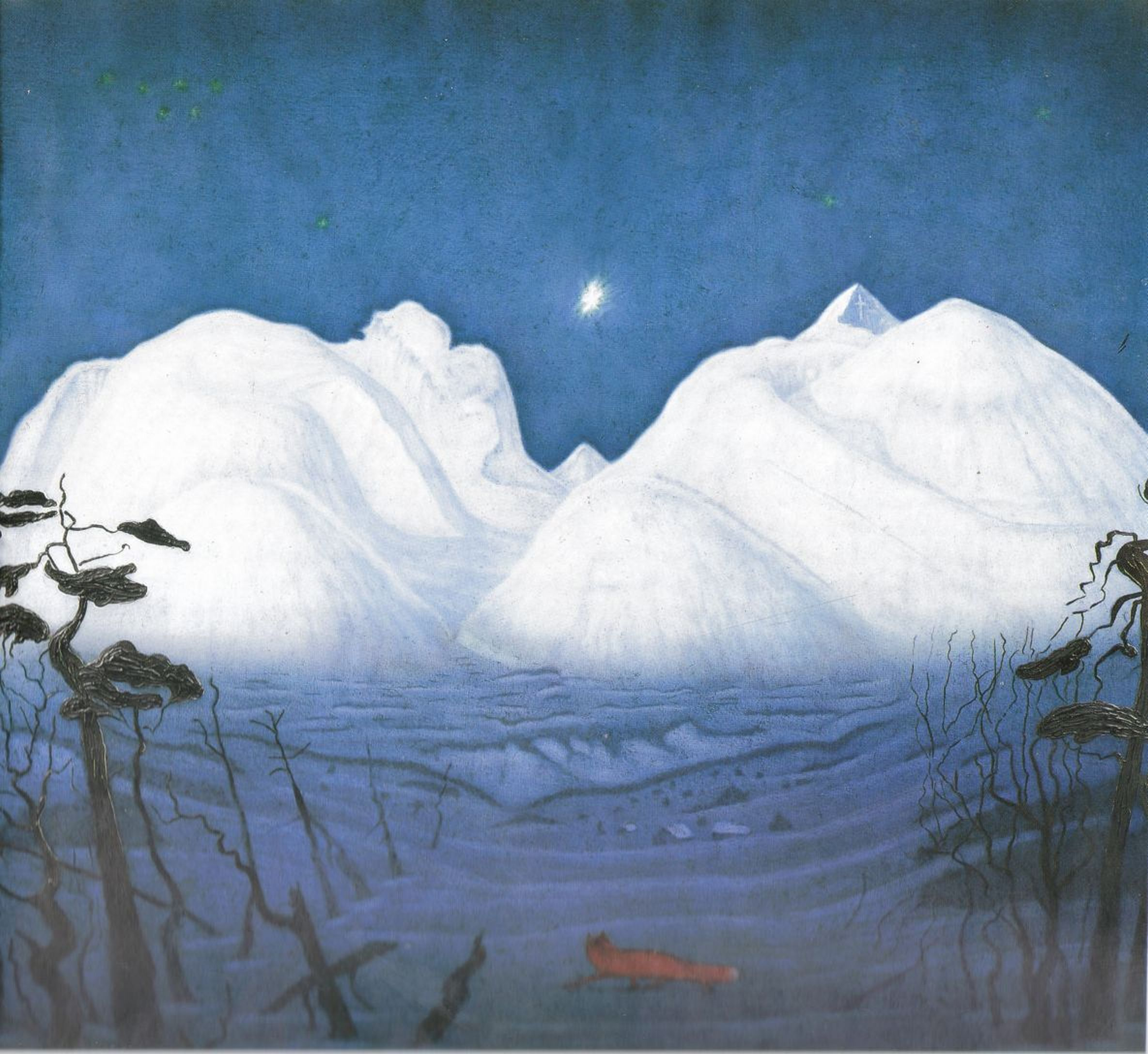
山の冬(第三バージョン) 、1918-24年

## 参考資料
Oivind Storm Bjerke: Edvard Munch, Harald Sohlberg – Landscapes of the Mind. University Press of New England, 1996, ISBN 978-1887149013